# Elofsonella
Elofsonella is een geslacht van kreeftachtigen uit de klasse van de Ostracoda (mosselkreeftjes).

## Soorten
- Elofsonella concinna (Jones, 1857) Pokorny, 1955
- Elofsonella granulata Hulings, 1967
- Elofsonella kianukuei Hu, 1982 †
- Elofsonella neoconcinna Bassiouni, 1965
- Elofsonella perpignanensis Carbonnel, 1982 †
- Elofsonella pinegensis (Lev, 1983)
- Elofsonella salvadoriana Hartmann, 1957
- Elofsonella yuquanensis (Liu, 1989) Irizukusasaki, 1993 †